# فرايبرغ
فرايبرغ (بالألمانية: Freiberg) هي Grosse Kreisstadt و قرية تعدين ‏ تقع في ألمانيا في Mittelsachsen.  يقدر عدد سكانها بـ 42,524 نسمة .

## المدن التوأمة
مدن نيس زيونا، كلاوستال تسيللرفيلد، آمبرغ، دارمشتات، دلفت، Gentilly، بشيبرام و واوب جيخ هي مدن توأمة لـفرايبرغ.

## أعلام
- فريدريك روبرت هيلمرت
- أوقست برايتهاوبت
- أي تي بي
- كارل مولر
- جوهانس هرمان
- كارل فريدريك فون مولر
- يوهان غيورغ الثاني، ناخب ساكسونيا
- موريس، ناخب ساكسونيا
- كليمنس فنكلر
- أغسطس، ناخب ساكسونيا